# Temporada 2010 de la Copa Intercontinental Le Mans
La Temporada 2010 de la Intercontinental Le Mans Cup fue la temporada inaugural del campeonato creado por el Automóvil Club de l'Ouest (ACO), un campeonato internacional de carreras de autos para fabricantes y equipos. La Copa contó con carreras de resistencia de la American Le Mans Series, Le Mans Series y Asian Le Mans Series, así como a equipos que representan a cada una de las tres series. Los equipos ganadores fueron galardonados con invitaciones automáticas a las 24 Horas de Le Mans de 2011. Al igual que con las tres series de carreras de Le Mans, la Copa Intercontinental contó con las cuatro clases de estreno de la ACO: LMP1, LMP2, GT1 y GT2. Seis fabricantes y dieciocho equipos compitieron por la Copa en cada una de las cuatro clases utilizadas en las carreras de Le Mans.

## Calendario y resultados
El año de debut de la Copa intercontinental ofreció tres acontecimientos en el otoño. Consistió en las rondas finales de la American Le Mans Series y Le Mans Series, así como el único evento en el calendario de la Asian Le Mans Series. La ronda inaugural de septiembre ofreció los 1000 km de Silverstone en el Circuito de Silverstone en Gran Bretaña, seguido por una carrera de 1000 millas para el Petit Le Mans en Road Atlanta en los Estados Unidos en octubre. El evento final, los 1000 km de Zhuhai, fue la primera competición de estilo Le Mans en China, celebrada en el Circuito Internacional de Zhuhai en noviembre.
Tñengase en cuenta que para cada carrera individual, los coches que no compiten en la Copa Intercontinental pueden haber ganado su respectiva clase. Sin embargo, solo el participante más alto de la Copa de acabado aparece a continuación.
| Rnd. | Circuito     | Líderes de la Copa LMP1                      | Líderes de la Copa LMP2                            | Líderes de la Copa GT1                          | Líderes de la Copa GT2        | Reultados  |
| ---- | ------------ | -------------------------------------------- | -------------------------------------------------- | ----------------------------------------------- | ----------------------------- | ---------- |
| 1    | Silverstone  | N.º 1 Team Peugeot Total                     | N.º 35 OAK Racing                                  | N.º 50 Larbre Compétition                       | N.º 96 AF Corse               | Resultados |
| 1    | Silverstone  | Nicolas Minassian Anthony Davidson           | Guillaume Moreau Richard Hein                      | Gabriele Gardel Patrice Goueslard Fernando Rees | Gianmaria Bruni Jaime Melo    | Resultados |
| 2    | Road Atlanta | N.º 08 Team Peugeot Total                    | N.º 35 OAK Racing                                  | Sin Participantes                               | N.º 62 Risi Competizione      | Resultados |
| 2    | Road Atlanta | Franck Montagny Stéphane Sarrazin Pedro Lamy | Jacques Nicolet Frédéric Da Rocha Patrice Lafargue |                                                 | Gianmaria Bruni Toni Vilander | Resultados |
| 3    | Zhuhai       | N.º 2 Team Peugeot Total                     | N.º 35 OAK Racing                                  | N.º 50 Larbre Compétition                       | N.º 78 BMW Team Schnitzer     | Resultados |
| 3    | Zhuhai       | Franck Montagny Stéphane Sarrazin            | Jacques Nicolet Frédéric Da Rocha Patrice Lafargue | Laurent Groppi Patrick Bornhauser Pedro Lamy    | Jörg Müller Dirk Werner       | Resultados |

## Campeonatos
La escala de puntos para el campeonato incluyó a todos los participantes individuales que completaron el 70% de la distancia del ganador, aunque los puntos fueron otorgados solamente a los equipos participantes de la Copa Intercontinental. Un punto de bonificación también estaba disponible si un equipo de ILMC conseguía la pole position para la carrera.
| Sistema de Puntuación | Sistema de Puntuación | Sistema de Puntuación | Sistema de Puntuación | Sistema de Puntuación | Sistema de Puntuación | Sistema de Puntuación | Sistema de Puntuación | Sistema de Puntuación | Sistema de Puntuación | Sistema de Puntuación | Sistema de Puntuación | Sistema de Puntuación | Sistema de Puntuación | Sistema de Puntuación | Sistema de Puntuación | Sistema de Puntuación | Sistema de Puntuación | Sistema de Puntuación | Sistema de Puntuación | Sistema de Puntuación | Sistema de Puntuación | Sistema de Puntuación |
| 1.º                   | 2.º                   | 3.º                   | 4.º                   | 5.º                   | 6.º                   | 7.º                   | 8.º                   | 9.º                   | 10.º                  | 11.º                  | 12.º                  | 13.º                  | 14.º                  | 15.º                  | 16.º                  | 17.º                  | 18.º                  | 19.º                  | 20.º                  | 21.º                  | 22.º                  | Pole Posición         |
| --------------------- | --------------------- | --------------------- | --------------------- | --------------------- | --------------------- | --------------------- | --------------------- | --------------------- | --------------------- | --------------------- | --------------------- | --------------------- | --------------------- | --------------------- | --------------------- | --------------------- | --------------------- | --------------------- | --------------------- | --------------------- | --------------------- | --------------------- |
| 25                    | 22                    | 20                    | 19                    | 18                    | 17                    | 16                    | 15                    | 14                    | 13                    | 12                    | 11                    | 10                    | 9                     | 8                     | 7                     | 6                     | 5                     | 4                     | 3                     | 2                     | 1                     | 1                     |

### Copas de Constructores

#### LMP1
Peugeot ganó las tres carreras para los coches LMP1 gracias a las victorias del Team Peugeot Total, derrotando a su único rival Audi en el campeonato de constructores.
(Carreras en negrita indica pole position) (Carreras en cursiva indica Vueltas rápida)
| Pos. | Equipo              | Equipo  | Automóvil                                        | Neu. | N.º | Resultados | Resultados | Resultados | Puntos |
| Pos. | Equipo              | Equipo  | Automóvil                                        | Neu. | N.º | SIL        | ATL        | ZHU        | Puntos |
| ---- | ------------------- | ------- | ------------------------------------------------ | ---- | --- | ---------- | ---------- | ---------- | ------ |
| 1    | Bandera de Francia  | Peugeot | Peugeot 908 HDi FAP HDi 5.5 L Turbo V12 (diésel) | M    | 1   | 1          | 1          | 1          | 140    |
| 1    | Bandera de Francia  | Peugeot | Peugeot 908 HDi FAP HDi 5.5 L Turbo V12 (diésel) | M    | 2   | 2          | 2          | 4          | 140    |
| 2    | Bandera de Alemania | Audi    | Audi R15 TDI plus TDI 5.5 L Turbo V10 (diésel)   | M    | 1   | 3          | 3          | 3          | 101    |
| 2    | Bandera de Alemania | Audi    | Audi R15 TDI plus TDI 5.5 L Turbo V10 (diésel)   | M    | 2   | Ret        | 5          | 2          | 101    |

#### GT2
Ferrari venció a Porsche en el campeonato de constructores por solo 7 puntos, consiguiendo 3 podios por lo 2 de Porsche.
(Carreras en negrita indica pole position) (Carreras en cursiva indica Vueltas rápida)
| Pos. | Equipo                  | Equipo  | Automóvil           | Neu. | N.º | Resultados | Resultados | Resultados | Puntos |
| Pos. | Equipo                  | Equipo  | Automóvil           | Neu. | N.º | SIL        | ATL        | ZHU        | Puntos |
| ---- | ----------------------- | ------- | ------------------- | ---- | --- | ---------- | ---------- | ---------- | ------ |
| 1    | Bandera de Italia       | Ferrari | Ferrari F430 GT2    | M    | 1   | 1          | 3          | 3          | 120    |
| 1    | Bandera de Italia       | Ferrari | Ferrari F430 GT2    | M    | 2   | 4          | 7          | 5          | 120    |
| 2    | Bandera de Alemania     | Porsche | Porsche 997 GT3-RSR | M    | 1   | 2          | 5          | 2          | 113    |
| 2    | Bandera de Alemania     | Porsche | Porsche 997 GT3-RSR | M    | 2nd | 5          | 9          | 4          | 113    |
| 3    | Bandera de Alemania     | BMW     | BMW M3 GT2          | D    | 1   | 8          | 4          | 1          | 69     |
| 3    | Bandera de Alemania     | BMW     | BMW M3 GT2          | D    | 2   | -          | 13         | -          | 69     |
| 4    | Bandera del Reino Unido | Jaguar  | Jaguar XKRS         | D    | 1   | -          | Ret        | Ret        | 0      |
| 4    | Bandera del Reino Unido | Jaguar  | Jaguar XKRS         | D    | 2   | -          | Ret        | -          | 0      |

### Capas de Equipos

#### LMP1
Team Peugeot Total se adjudicó la Copa de Equipos, terminando 17 puntos por delante del Audi Sport Team Joest, mientras que Drayson Racing y Team Oreca Matmut también disputaron carreras.
(Carreras en negrita indica pole position) (Carreras en cursiva indica Vueltas rápida)
| Pos. | Equipo                  | Equipo                | Automóvil                                        | Neu. | N.º | Resultados | Resultados | Resultados | Puntos    | Puntos |
| Pos. | Equipo                  | Equipo                | Automóvil                                        | Neu. | N.º | SIL        | ATL        | ZHU        | Automóvil | Equipo |
| ---- | ----------------------- | --------------------- | ------------------------------------------------ | ---- | --- | ---------- | ---------- | ---------- | --------- | ------ |
| 1    | Bandera de Francia      | Team Peugeot Total    | Peugeot 908 HDi FAP HDi 5.5 L Turbo V12 (diésel) | M    | 1   | 1          | 2          | 4          | 67        | 118    |
| 1    | Bandera de Francia      | Team Peugeot Total    | Peugeot 908 HDi FAP HDi 5.5 L Turbo V12 (diésel) | M    | 2   | -          | 1          | 1          | 51        | 118    |
| 2    | Bandera de Alemania     | Audi Sport Team Joest | Audi R15 TDI plus TDI 5.5 L Turbo V10 (diésel)   | M    | 8   | 3          | 5          | 3          | 58        | 101    |
| 2    | Bandera de Alemania     | Audi Sport Team Joest | Audi R15 TDI plus TDI 5.5 L Turbo V10 (diésel)   | M    | 7   | Ret        | 3          | 2          | 43        | 101    |
| 3    | Bandera del Reino Unido | Drayson Racing        | Lola B09/60 Judd GV5.5 S2 5.5 L V10              | M    | 11  | 8          | 6          | -          | 32        | 32     |
| 4    | Bandera de Francia      | Team Oreca Matmut     | Peugeot 908 HDi FAP HDi 5.5 L Turbo V12 (diésel) | M    | 4   | 2          | -          | -          | 22        | 22     |

#### LMP2
La copa de equipos de LMP2 fue ganada por el OAK Racing que fue el único que compitió en las tres carreras de LMP2.
(Carreras en negrita indica pole position) (Carreras en cursiva indica Vueltas rápida)
| Pos. | Equipo             | Equipo                       | Automóvil                         | Neu. | N.º | Resultados | Resultados | Resultados | Puntos    | Puntos |
| Pos. | Equipo             | Equipo                       | Automóvil                         | Neu. | N.º | SIL        | ATL        | ZHU        | Automóvil | Equipo |
| ---- | ------------------ | ---------------------------- | --------------------------------- | ---- | --- | ---------- | ---------- | ---------- | --------- | ------ |
| 1    | Bandera de Francia | OAK Racing Team Mazda France | Pescarolo 01 Zytek ZG348 3.4 L V8 | D    | 35  | 3          | 3          | 1          | 66        | 83     |
| 1    | Bandera de Francia | OAK Racing Team Mazda France | Pescarolo 01 Zytek ZG348 3.4 L V8 | D    | 24  | 6          | -          | -          | 17        | 83     |
| 2    | Bandera de Italia  | MIK Corse Racing Box         | Lola B09/80 Judd DB 3.4 L V8      | D    | 30  | 5          | -          | -          | 18        | 34     |
| 2    | Bandera de Italia  | MIK Corse Racing Box         | Lola B09/80 Judd DB 3.4 L V8      | D    | 29  | 7          | -          | -          | 16        | 34     |

#### GT1
En la categoría GT1, se recibieron participantes del Larbre Compétition y el Atlas eFX-Team FS, pero Atlas se retiró de las tres carreras del ILMC, ganando automáticamente Larbre el título.
(Carreras en negrita indica pole position) (Carreras en cursiva indica Vueltas rápida)
| Pos. | Equipo             | Equipo             | Automóvil   | Neu. | N.º | Resultados | Resultados | Resultados | Puntos    | Puntos |
| Pos. | Equipo             | Equipo             | Automóvil   | Neu. | N.º | SIL        | ATL        | ZHU        | Automóvil | Equipo |
| ---- | ------------------ | ------------------ | ----------- | ---- | --- | ---------- | ---------- | ---------- | --------- | ------ |
| 1    | Bandera de Francia | Larbre Compétition | Saleen S7-R | M    | 50  | 1          | -          | 1          | 51        | 51     |

#### GT2
El equipo de Porsche Felbermayr-Proton mantuvo cierto honor por la marca, ya que ganó el campeonato de los equipos a pesar de no ganar una carrera, quince puntos por delante del AF Corse, que ganó en Silverstone. Risi Competizione y BMW Team Schnitzer ganaron las otras carreras que se celebraron. 
(Carreras en negrita indica pole position) (Carreras en cursiva indica Vueltas rápida)
| Pos. | Equipo                            | Equipo                     | Automóvil              | Neu. | N.º | Resultados | Resultados | Resultados | Puntos    | Puntos |
| Pos. | Equipo                            | Equipo                     | Automóvil              | Neu. | N.º | SIL        | ATL        | ZHU        | Automóvil | Equipo |
| ---- | --------------------------------- | -------------------------- | ---------------------- | ---- | --- | ---------- | ---------- | ---------- | --------- | ------ |
| 1    | Bandera de Alemania               | Team Felbermayr-Proton     | Porsche 997 GT3-RSR    | M    | 77  | 5          | -          | 2          | 40        | 72     |
| 1    | Bandera de Alemania               | Team Felbermayr-Proton     | Porsche 997 GT3-RSR    | M    | 88  | 10         | -          | 4          | 32        | 72     |
| 2    | Bandera de Italia                 | AF Corse SRL               | Ferrari F430 GT2       | M    | 95  | 12         | -          | 3          | 33        | 57     |
| 2    | Bandera de Italia                 | AF Corse SRL               | Ferrari F430 GT2       | M    | 96  | 1          | -          | -          | 25        | 57     |
| 3    | Bandera del Reino Unido           | CRS Racing                 | Ferrari F430 GT2       | M    | 91  | 4          | -          | 5          | 37        | 47     |
| 3    | Bandera del Reino Unido           | CRS Racing                 | Ferrari F430 GT2       | M    | 90  | 13         | -          | -          | 10        | 47     |
| 4    | Bandera de Alemania               | BMW Team Schnitzer         | BMW M3 GT2             | D    | 78  | 8          | -          | 1          | 40        | 40     |
| 5    | Bandera de Estados Unidos         | Risi Competizione          | Ferrari F430 GT2       | M    | 62  | -          | 3          | -          | 22        | 37     |
| 5    | Bandera de Estados Unidos         | Risi Competizione          | Ferrari F430 GT2       | M    | 61  | -          | 7          | -          | 16        | 37     |
| 6    | Bandera de Estados Unidos         | Flying Lizard Motorsports  | Porsche 997 GT3-RSR    | M    | 14  | -          | 5          | -          | 18        | 32     |
| 6    | Bandera de Estados Unidos         | Flying Lizard Motorsports  | Porsche 997 GT3-RSR    | M    | 44  | -          | 9          | -          | 14        | 32     |
| 7    | Bandera de Estados Unidos         | BMW Rahal Letterman Racing | BMW M3 GT2             | D    | 92  | -          | 4          | -          | 19        | 29     |
| 7    | Bandera de Estados Unidos         | BMW Rahal Letterman Racing | BMW M3 GT2             | D    | 90  | -          | 13         | -          | 10        | 29     |
| 8    | Bandera de Emiratos Árabes Unidos | Gulf Team First            | Lamborghini Murciélago | D    | 99  | 11         | -          | 6          | 12        | 29     |
| 9    | Bandera de Bélgica                | Prospeed Competition       | Porsche 997 GT3-RSR    | M    | 75  | 2          | -          | Ret        | 22        | 22     |
| 10   | Bandera de Estados Unidos         | JaguarRSR                  | Jaguar XKRS            | Y    | 81  | -          | Ret        | Ret        | 0         | 0      |
| 10   | Bandera de Estados Unidos         | JaguarRSR                  | Jaguar XKRS            | Y    | 33  | -          | Ret        | -          | 0         | 0      |